# Майвальд, Герхард
Герхард Курт Майвальд (нем. Gerhard Kurt Maywald; 16 апреля 1913, Бад Карлсруэ, Верхняя Силезия, Германская империя — 26 декабря 1998, Нойнкирхен, Германия) — оберштурмфюрер СС, военный преступник, ответственный за создание концентрационного лагеря Саласпилс .

## Биография
Герхард Майвальд родился 16 апреля 1913 года в семье машиниста. В 1919 году семья переехала в Оппельн. Посещал народную школу и реальное училище. В 1933 году сдал экзамены на аттестат зрелости. После окончания школы поступил в педагогический университет в Киле, где учился на учителя народной школы. В 1936 году сдал экзамен и до середины 1938 года работал учителем народной школы в Преце и Восточной Фризии.
В 1925 вступил в немецкий молодежный союз «Бисмарк». 1 августа 1933 году был зачислен в ряды Штурмовых отрядов, но позже перешёл в СС. В 1935 году стал членом национал-социалистического механизированного корпуса (НСКК) в Киле. 1 мая 1937 года вступил в НСДАП (билет № 4665155). С середины 1938 года служил в полиции: Майвальд был помощником комиссара в Киле до 1 декабря 1940 года, когда он был переведён в ведомство уголовной полиции в Цвиккау и в том же году стал комиссаром. Кроме того, проходил курс для подготовки молодых кадров к службе в партийных и государственных органах в офицерской школе полиции безопасности в Шарлоттенбурге. В июне 1941 года Майвальд был зачислен в айнзацгруппу A, производившую расстрелы евреев. В начале июля 1941 года был переведён в Ригу, где создал отделение уголовной полиции. В октябре 1941 года по поручению Рудольфа Ланге создал концентрационный лагерь Саласпилс, расположенный в 20 километрах к юго-востоку от Риги. 5 февраля 1942 года Майвальд был одним из главных инициаторов акции Дюнамюнде, в результате которой латвийских евреев отвели в Бикерниекский лес и там расстреляли. В середине мая 1942 года был переведён в Минск для борьбы с партизанами. С мая по октябрь 1942 года был комендантом лагеря смерти Малый Тростенец. В октябре 1942 года заболел брюшным тифом и вернулся в Германию, где продолжил службу в уголовной полиции Цвикау. Чуть позже был переведён в уголовную полицию в Оппельне, где расследовал экономические правонарушения и оставался до 1945 года.
После окончания войны до 1950 года скрывался под именем Герд Хансен. В 1945 году попал в американский плен, из которого был выпущен в мае того же года. 28 марта 1950 года подал заявление на возвращение своего старого имени. Майвальд был коммерсантом и до 1963 года занимался продажей косметики в фирме Deutsche Nemectron. С 1965 года был предпринимателем в индустрии косметики. 2 августа 1977 года земельный суд Гамбурга приговорил его к четырём годам тюремного заключению за пособничество в убийстве 320 человек в рамках акции Дюнамюнде. 6 июня 1978 года Федеральный верховный суд ФРГ подтвердил приговор. 4 ноября 1980 года был освобождён из тюрьмы в Саарбрюккене.